# Montezumawachtel
Die Montezumawachtel (Cyrtonyx montezumae), auch Massenawachtel genannt, ist eine Art der Zahnwachteln. Sie kommt ausschließlich in der Neuen Welt vor.  

## Beschreibung

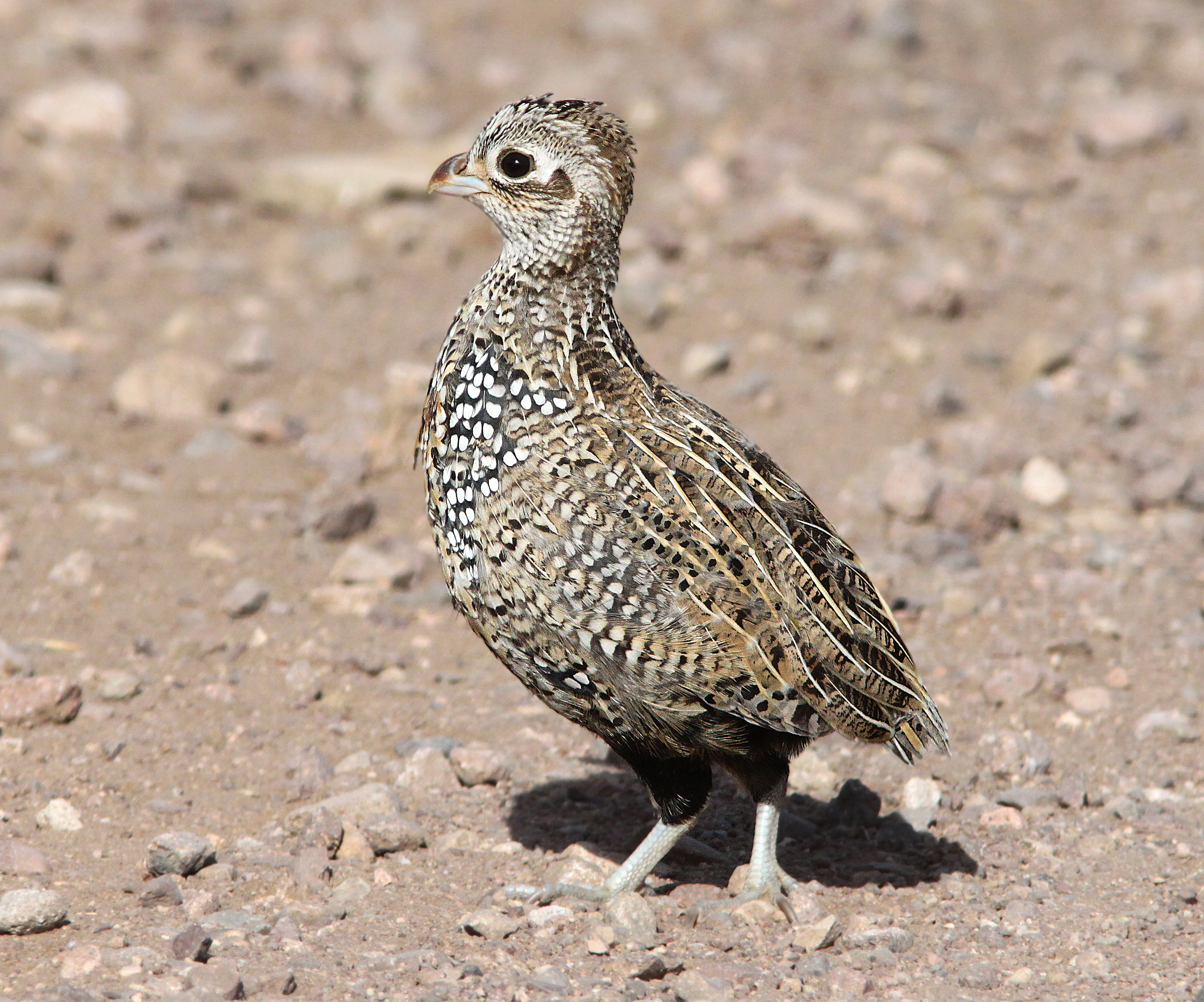
Montezumawachtel, Weibchen

Montezumawachteln erreichen eine Körperlänge von 21 bis 23 Zentimetern. Die Weibchen sind in der Regel etwas kleiner. Sie wiegen im Schnitt 193 Gramm, während die Männchen im Schnitt 209 Gramm wiegen.
Das schlicht gefärbte Weibchen im hellbraunen Gefieder sieht der gewöhnlichen Wachtel ähnlich, das Männchen dagegen ist prächtig gezeichnet. Der Kopf ist weiß mit schwarzer Zeichnung, hat einen kurzen Schnabel und goldgelbe, nach hinten liegende Prachtschopffedern. Der Bauch ist rotbraun, und am Rand ist er grauschwarz mit weißen Punkten. Die Flügel sind hellbraun, wobei die Federn schwarze Punkte zieren. Die Beine sind grau.
Ihr Ruf hört sich an wie trillerndes, abfallendes Wiehern.

## Verbreitung und Lebensraum

Verbreitungsgebiet der Montezumawachtel (grün)

Das Verbreitungsgebiet der Montezumawachtel erstreckt sich von Südarizona über Neumexiko und Texas bis nach Nordmexiko. Dort lebt sie in bergigem, offenen Waldland mit Wacholdern, Kiefern und Eichen. In den Vereinigten Staaten ist die Montezumawachtel ein seltener und nur lokal verbreiteter Brutvogel. In Mexiko ist die Art häufiger und weiter verbreitet, allerdings gehen auch hier die Bestände durch Lebensraumverluste zurück. 

## Ernährung
Mit ihren kräftigen Beinen kann sie Knollen und Zwiebeln aus dem Boden scharren, sonst frisst sie verschiedene Samen- und Insektenarten, die sie mit ihrem kurzen Schnabel aufpickt.

## Fortpflanzung
Die Montezumawachtel ist eine monogam lebende Vogelart. Das Nest ist eine flache Mulde, die mit Gräsern ausgelegt wird und normalerweise unter einem Grasbüschel oder in dichter Krautvegetation versteckt liegt. Nach jetzigem Erkenntnisstand ist das Männchen an dem Bau der Nistmulde beteiligt. Auf dem Gebiet der USA brüten Montezumawachteln gewöhnlich im Zeitraum Juni bis September. In Mexiko beginnt die Fortpflanzungszeit dagegen bereits gegen Ende März und die Vögel ziehen hier häufig zwei Bruten groß. Das Gelege besteht aus sechs bis im Extremfall 28 Eiern. Die durchschnittliche Gelegegröße sind jedoch elf Eier. Die Brutzeit beträgt 25 bis 26 Tage. An der Führung der Jungvögel sind beide Elternvögel beteiligt.

## Belege

### Einzelbelege
1. ↑   Madge et al., S. 414
2. ↑   Madge et al., S. 415